# Legally Blondes
Legally Blondes är en amerikansk komedi från 2008 i regi av Savage Steve Holland och med Camilla Rosso och Rebecca Rosso i huvudrollerna. Filmen är en fristående uppföljare till Legally Blonde.

## Handling
Tvillingsystrarna Annie och Izzy Woods flyttar från England till Kalifornien med sin pappa. Med hjälp av stipendium kommer de in på en fin privatskola, att vara mottagen på stipendium ses inte med blida ögon av skolans överklasselever, och snart har de fått en ovän i skolan, skolans rikaste och populäraste elev Tiffany.